# Beroepsorganisatie
Een beroepsorganisatie is een groep personen met eenzelfde soort opleiding en/of beroep, die zich hebben aaneengesloten. Zo zijn er beroepsorganisaties van bijvoorbeeld accountants, actuarissen, advocaten, notarissen, artsen, architecten, belastingadviseurs, economen, gerechtsdeurwaarders en ingenieurs. Hiermee bestaan beroepsorganisaties voornamelijk uit beoefenaars van vrije beroepen, in tegenstelling tot vakbonden.
Enkele beroepsorganisaties stammen uit de 19de eeuw en dragen dan het predicaat Koninklijk. In de regel ontstaan nieuwe organisaties uit particulier initiatief, maar ze worden ook soms bij wet opgericht. Dit zijn de zogenaamde publiekrechtelijke beroepsorganisaties.